# Sven Tumba
Sven Olof Gunnar Tumba nato Sven Johansson (Stoccolma, 28 agosto 1931 – Stoccolma, 1º ottobre 2011) è stato un hockeista su ghiaccio, calciatore e golfista svedese, di ruolo attaccante.

## Vita privata
Nacque a Stoccolma ma crebbe a Tumba. Essendo il suo nome molto comune, assunse come pseudonimo il nome della sua città per distinguersi da altri giocatori con lo stesso nome. Nel 1965 cambiò legalmente in Tumba il suo cognome.

## Carriera

### Hockey su ghiaccio

#### Club
Ha vinto per otto volte il titolo di campione di Svezia, tutte con il Djurgården.

#### Nazionale
A livello internazionale vanta un palmarès di grande spessore: ha vinto un argento ed un bronzo alle olimpiadi (rispettivamente a Innsbruck 1964 e Oslo 1952), tre ori, due argenti e quattro bronzi ai mondiali e quattro ori, quattro argenti e quattro bronzi agli europei.
Nel 1997 è stato introdotto nella Hall of Fame della IIHF.

### Calcio

#### Club
Giocò per dieci stagioni nel Djurgården, in massima serie.

#### Nazionale
Nel 1956 giocò la sua unica partita con la Nazionale svedese.

### Golf
Terminata la sua carriera da hockeista, Tumba si dedicò al golf, sia come giocatore che come disegnatore di campi da golf.